# جي-فون واتسون
جي-فون واتسون  (بالإنجليزية: Je-Vaughn Watson) هو لاعب كرة قدم جامايكي ، مواليد 22 أكتوبر 1983م، يلعب في نادي إف سي دالاس الأمريكي، ومثل منتخب جامايكا لكرة القدم في بطولة كوبا أمريكا 2015 التي أقيمت في تشيلي .

## روابط خارجية
- جي-فون واتسون على موقع الدوري الأمريكي (الإنجليزية)
- جي-فون واتسون على موقع قاعدة بيانات كرة القدم.إي يو (الإنجليزية)
- جي-فون واتسون على موقع ناشيونال فوتبول تيمز (الإنجليزية)
- جي-فون واتسون على موقع Soccerway.com (الإنجليزية)
- جي-فون واتسون على موقع كووورة
- جي-فون واتسون على موقع AS.com (الإسبانية)